# Tato
Tato (død 510) var en langobardisk konge af slægten Leting, der regerede i starten af det 6. århundrede – ca. 500 – 510. Han var søn af den forrige konge Claffo. I hans regeringstid flyttede langobarderne sig fra det frugtbare Noricum i det nuværende Niederösterreich til et område, de kaldte for "feld" – sandsynligvis et område mellem floderne Tisza og Donau i det nuværende Ungarn. Langobarderne var formentligt blevet presset ud af det frugtbare land i Noricum af de migrerende heruler, som ifølge den byzantinske historiker Procopius havde underlagt sig langobarderne og tvunget dem til at betale skat. Tato ledte langobarderne til oprør og besejrede dem i et blodigt slag i 508, hvori også herulernes konge Rodolf blev dræbt.
Ifølge langobardernes egne historier, fortalt af Paulus Diaconus, blev krigen udløst, da Tatos datter Rumetruda dræbte Rodolfs bror, der var ambassadør hos langobarderne. Procopius har dog en anden version. Han fortæller, at det var herulerne, der startede krigen, da de var rastløse og utilfredse med skatten, som langobarderne betalte, selv om langobarderne tre gange gik med til at betale mere.
Langobarderne blev, delvist, kristnede i løbet af disse år.
Tato blev myrdet af sin nevø Wacho i 510. Tatos søn Hildechis flygtede til gepiderne, hvor han forblev i landflygtighed til sin død. Af denne grund kom gepiderne fra nu af i fjendskab med langobarderne.